# Puente Olímpico
El Puente Olímpico (en coreano: 올림픽대교; también llamado Gran Puente Olímpico) es un puente sobre el río Han en Seúl, Corea del Sur. El puente une los distritos de Gwangjin y Songpa. Su construcción comenzó en 1985, pero no se terminó hasta 1990, después de los Juegos Olímpicos de Seúl de 1988, debido a que el puente en plena construcción se derrumbó.
El 29 de mayo de 2001, un helicóptero CH-47D del Ejército de Corea del Sur, tratando de bajar una escultura en la parte superior del puente, se estrelló y cayó en el río Han, matando a los tres tripulantes a bordo. El trabajo se terminó tarde y hasta la fecha, aquellos muertos no tienen ningún reconocimiento de forma oficial, ya sea con una placa o de otra manera en el puente.